# Miss Islas del Pacífico
Miss Islas del Pacífico (en inglés: Miss Pacific Islands) es un concurso de belleza continental que se celebra en la región de las Islas del Pacífico. Anteriormente, el concurso se conocía como Miss Pacífico Sur.

## Historia
El concurso Miss Pacífico Sur fue creado en 1987 por el Gobierno de Samoa como un evento regional para reconocer y promover los atributos, la inteligencia y el talento de las mujeres de las islas del Pacífico. El concurso reconoce a las mujeres de las islas del Pacífico, sus contribuciones a los asuntos regionales y su capacidad para avanzar en diversos campos.
El primer certamen Miss Pacífico Sur, organizado por el Gobierno de Samoa Occidental, se celebró en 1987. Miss Samoa Americana, Juliet Spencer, fue coronada Miss Pacífico Sur. Hasta 2000, el certamen Miss Pacífico Sur permitía a las isleñas del Pacífico Sur representar a sus comunidades de origen, aunque vivieran en el extranjero. Por ejemplo, Miss Samoa Nueva Zelanda representó a la comunidad samoana en Nueva Zelanda, y Miss Papúa Nueva Guinea Australia representó a la comunidad de Papúa Nueva Guinea en Australia. En 2001, las concursantes que deseaban representar a sus comunidades de origen en el extranjero tuvieron que competir primero en los certámenes de su país de origen para poder participar en el certamen Miss Pacífico Sur. En 2014, el certamen pasó a llamarse Miss Islas del Pacífico para representar a toda la región del Pacífico en lugar de solo al Pacífico Sur.

## Ganadoras
| Año  | Miss Islas Pacífico                                            | País anfitrión     | Candidatas   |
| ---- | -------------------------------------------------------------- | ------------------ | ------------ |
| 2025 | Litara Loma Leilani Ieremia-Allan Samoa                        | Islas Salomón      | 8            |
| 2024 | Moemoana Safa’ato’a Schwenke Samoa                             | Nauru              | 7            |
| 2023 | Josie Nicholas Papúa Nueva Guinea                              | Samoa              | 5            |
| 2019 | Fonoifafo Nancy McFarland-Seumanu Samoa                        | Papúa Nueva Guinea | 12           |
| 2018 | Leoshina Mercy Kariha Papúa Nueva Guinea                       | Tonga              | 10           |
| 2017 | Matauaina Gwendolyn To’omalatai Samoa Americana                | Fiji               | 9            |
| 2016 | Anne Dunne Fiyi                                                | Samoa              | 8            |
| 2015 | Abigail Havora Papúa Nueva Guinea                              | Islas Cook         | 8            |
| 2014 | Latafale Auvaa Samoa                                           | Samoa              | 8            |
| 2013 | Teuira Napa Islas Cook                                         | Islas Salomón      | 10           |
| 2012 | Janine Nicky Tuivaiti Samoa                                    | Samoa Americana    | 10           |
| 2011 | Alisi Rabukawaqa Fiyi                                          | Samoa              | 9            |
| 2010 | Joyanna Mennie Meyer Islas Cook                                | Papúa Nueva Guinea | 11           |
| 2009 | Merewalesi Nailatikau Fiyi                                     | Fiji               | 10           |
| 2008 | Vanessa Marsh Niue                                             | Samoa Americana    | 8            |
| 2007 | Tessi Leila Toluta’u Tonga                                     | Samoa              | 8            |
| 2006 | Krystina Kauvai Islas Cook                                     | Samoa              | 7            |
| 2005 | Dorothea George Islas Cook                                     | Tonga              | 7            |
| 2004 | Sinahemana Hekau Niue                                          | Samoa Americana    | 7            |
| 2003 | Janice Nicholas Islas Cook                                     | Samoa              | 6            |
| 2002 | Lupe Ane Kenape Aumavae Samoa Americana                        | Islas Cook         | 7            |
| 2001 | Manamea Apelu Samoa                                            | Samoa              | 6            |
| 2000 | Helen Afatasi Burke Samoa Americana                            | Samoa Americana    | 13           |
| 1999 | Liana Scott Islas Cook                                         | Tonga              | 11           |
| 1998 | Cheri Moana Robinson Samoa                                     | Samoa              | 11           |
| 1997 | MaryJane Moe Mckibbin Samoa                                    | Nueva Zelanda      | 13           |
| 1996 | Verona Ah Ching Samoa                                          | Samoa              | 13           |
| 1995 | Rochelle Rowena Tuitele Samoa Americana Ma'ata Moungaloa Tonga | Tonga              | 17           |
| 1994 | Tarita Brown Islas Cook                                        | Samoa              | 11           |
| 1993 | Leilua Stevenson Samoa Americana                               | Samoa Americana    | 14           |
| 1992 | Julia Toevai Samoa Nueva Zelanda                               | Samoa              | Se desconoce |
| 1991 | Kimiora Vogel                                                  | Samoa              | Se desconoce |
| 1990 | Henari Arauva’a Tahití                                         | Islas Cook         | Se desconoce |
| 1989 | Retire Chevaux Tahití                                          | Samoa              | Se desconoce |
| 1988 | Theresa Purcell Samoa Hawái                                    | Samoa              | Se desconoce |
| 1987 | Juliette Caroline Spencer Samoa Americana                      | Samoa              | Se desconoce |

### Países ganadores
| Territorio/Country  | Títulos | Año(s)                                               |
| ------------------- | ------- | ---------------------------------------------------- |
| Samoa               | 9       | 1996, 1997, 1998, 2001, 2012, 2014, 2019, 2024, 2025 |
| Islas Cook          | 8       | 1991, 1994, 1999, 2003, 2005, 2006, 2010, 2013       |
| Samoa Americana     | 6       | 1987, 1993, 1995, 2000, 2002, 2017                   |
| Fiyi                | 3       | 2009, 2011, 2016                                     |
| Papúa Nueva Guinea  | 3       | 2015, 2018, 2023                                     |
| Tahití              | 2       | 1989, 1990                                           |
| Tonga               | 2       | 1995, 2007                                           |
| Niue                | 2       | 2004, 2008                                           |
| Samoa Nueva Zelanda | 1       | 1992                                                 |
| Samoa Hawái         | 1       | 1988                                                 |